# Imnul Uniunii Sovietice
Imnul Uniunii Sovietice (în rusă Гимн Советского Союза) a fost imnul național al Uniunii Sovietice între 15 martie 1944 și sfârșitul anului 1991. Muzica a fost compusă de Aleksandr Aleksandrov, iar versurile au fost scrise de Serghei Mihalkov și Gabriel Arkadievici Ureklian.
După moartea lui Stalin în 1953 a început perioada de destalinizare și imnul a fost intonat fără versuri (acestea conțineau referiri la Stalin) pînă în 1977 când versurile au fost modificate.

## Versiunea din 1977
Imnul sovietic a fost imnul partidului bolșevic până când URSS s-a fondat în 1922.
Denumirea oficială a acestei versiuni a fost "Славься, Отечество наше свободное!" (Slavĭsea, Ătecestvă nașe svăbodnăie!).
| Limba rusă | Transliterare | Transcriere AFI | Limba moldovenească (chirilic) | Limba moldovenească (latina) |
| Союз нерушимый республик свободных Сплотила навеки Великая Русь. Да здравствует созданный волей народов Единый, могучий Советский Союз! Припев: Славься, Отечество наше свободное, Дружбы народов надёжный оплот! Партия Ленина—сила народная Нас к торжеству коммунизма ведёт! Сквозь грозы сияло нам солнце свободы, И Ленин великий нам путь озарил: На правое дело он поднял народы, На труд и на подвиги нас вдохновил! Припев В победе бессмертных идей коммунизма Мы видим грядущее нашей страны, И Красному знамени славной Отчизны Мы будем всегда беззаветно верны! Припев | Saiuz nerușimîi respublic svabodnîh Splatila navecki velicaia Rusĭ! Da zdrastvuiet sozdannîi volei narodav Iedinîi, magucii Savețkii Saiuz! Refren: Slavĭsea, Atecestva nașe svabodnaie, Drujbî narodov nadiojnîi aplot, Partia Lenină — sila narodnaia Nas c tarjestvu cammunizma vediot! Skvozĭ grozî siala nam sonțe svabodî, I Lenin velikii nam putĭ azaril, Na pravaie dela on podneal narodî, Nă trud i na podvighi nas vdahnavil! Refren V pabede bessmertnîh idei cammunizma Mî vidim greadușie nașei stranî, I krasnamu znameni slavnoi atciznî Mî budem vsegda bezzavetna vernî! Pripef | [sɐˈjus nʲɪruˈʂɨmɨj rʲɪsˈpublʲɪk svɐˈbodnɨx] [splɐˈtʲilə nɐˈvʲekʲɪ vʲɪˈlʲikəjɪ ˈrusʲ] [ˈda ˈzdrastvujɪt ˈsozdənɨj ˈvolʲɪj nɐˈrodəf] [jɪˈdʲinɨj mɐˈɡutɕɪj sɐˈvʲɛtskʲɪj sɐˈjus] [prʲɪˈpʲef] [ˈslafʲsʲə ɐˈtʲetɕɪstvə ˈnaʂɨ svɐˈbodnəjɪ] [ˈdruʐbɨ nɐˈrodəf nɐˈdʲoʐnɨj ɐˈplot] [ˈpartʲɪjə ˈlʲenʲɪnə sʲilə nɐˈrodnəjə] [nas k‿tərʐɨstˈvu kəmuˈnʲizmə vʲɪˈdʲot] [ˈskvozʲ‿ˈɡrozɨ sʲɪˈjalə ˈnam ˈsontsɪ svɐˈbodɨ] [i ˈlʲenʲɪn vʲɪˈlʲikʲɪj ˈnam ˈputʲ əzɐˈrʲil] [nə ˈpravəjɪ ˈdʲɛlə on ˈpodnʲɪl nɐˈrodɨ] [nə ˈtrut i nə ˈpodvʲɪɡʲɪ ˈnas vdəxnɐvʲɪl] [prʲɪˈpʲef] [f‿pɐˈbʲedʲɪ bʲɪˈsmʲɛrtnɨx ɪˈdʲej kəmuˈnʲizmə] [mɨ ˈvʲidʲɪm ɡrʲɪˈduɕːiə ˈnaʂɨj ˈstranɨ] [i ˈkrasnəmu ˈznamʲɪnʲɪ ˈslavnəj ɐˈtɕiznɨ] [mɨ ˈbudʲɪm fsʲɪɡˈda bɪzːɐˈvʲɛtnə vʲɪrˈnɨ] [prʲɪˈpʲef] | Ын стрынсэ фамилие Русия маре Републичь егале пе вечь е унит. Трэяскэ 'нэлцатэ дин врерь де попоаре Униуня Советикэ – стат монолит! Рефрен: Патрие либерэ, вешникэ глорие, Скут ал фрэцией суб стяг ленинист! Славэ Партидулуй – форца попорулуй, Фар луминос спре триумф комунист! Прин вифор лучя либертатя ын заре, Ши мареле Ленин спре еа не-а 'ндрумат, Ла кауза дряптэ кемат-а попоаре Ши арипь ын мункэ ши'н луптэ не-а дат. Рефрен Ведем ын етерне идей комунисте Ал цэрий мэрец виитор триумфынд, Драпелулуй Патрией ноастре слэвите Ын инимь крединцэ пэстра-вом орькынд! Рефрен | În strânsă familie Rusia mare Republici egale pe veci e unit. Trăiască 'nălțată din vreri de pоpоare Uniunea Sоvietică – stat mоnоlit!! Refren: Patrie liberă, veșnică glоrie, Scut al frăției sub steag leninist! Slavă Partidului – fоrța pоpоrului, Far luminоs spre triumf comunist! Prin vifоr lucea libertatea în zare, Și marele Lenin spre ea ne-a 'ndrumat, La cauza dreaptă chemat-a pоpоare Și aripi în muncă și'n luptă ne-a dat. Refren Vedem în eterne idei comuniste Al țării măreț viitоr triumfând, Drapelului Patriei nоastre slăvite În inimi credință păstra-vоm оricând! Refren |

## Versiunea din 1944
| Limba rusă | Transliterare | Transcriere AFI | Limba româna |
| Союз нерушимый республик свободных Сплотила навеки Великая Русь. Да здравствует созданный волей народов Единый, могучий Советский Союз! Славься, Отечество наше свободное, Дружбы народов надёжный оплот! Знамя советское, знамя народное Пусть от победы к победе ведёт! Сквозь грозы сияло нам солнце свободы, И Ленин великий нам путь озарил: Нас вырастил Сталин – на верность народу, На труд и на подвиги нас вдохновил! Славься, Отечество наше свободное, Счастья народов надёжный оплот! Знамя советское, знамя народное Пусть от победы к победе ведёт! Мы армию нашу растили в сраженьях. Захватчиков подлых с дороги сметём! Мы в битвах решаем судьбу поколений, Мы к славе Отчизну свою поведём! Славься, Отечество наше свободное, Славы народов надёжный оплот! Знамя советское, знамя народное Пусть от победы к победе ведёт! | Săius nerușimîi respublic svăbodnîh Splătilă năvechi velicăiă Rusĭ! Da zdrastvuiet sozdănnîi volei nărodof Iedinîi, măgucii Săvetschii Săius! Slafĭsea Ătečestvă naše svăbodnăie, Drujbî nărodăf nădiojnîi ăplot, Znamea săvetscăie, znamea nărodnăie Pustĭ ăt păbedî c păbede vediot! Scvozĭ grozî sială nam sonțe svăbodî, I Lenin velichii nam putĭ ăzăril: Nas vîrăstil Stalin — na vernăstĭ nărodu, Nă trut i nă podvighi nas vdăhnăvil! Slafĭsea Ătečestvă naše svăbodnăie, Sceastĭa nărodăf nădiojnîi ăplot, Znamea săvetscăie, znamea nărodnăie Pustĭ ăt păbedî c păbede vediot! Mî armiu nașu răstili f srăgenĭah, Zăhvatcicăf podlîh z dăroghi smetiom! Mî v bitvăh reșaiem sudĭbu păcălenii, Mî c slave Ătciznu svăiu păvediom! Slafĭsea Ătečestvă naše svăbodnăie, Slavî nărodăf nădiojnîi ăplot, Znamea săvetscăie, znamea nărodnăie Pustĭ ăt păbedî c păbede vediot! | [sɐˈjʉs nʲɪrʊˈʂɨmɨj rʲɪsˈpublʲɪk svɐˈbodnɨx] [splɐˈtʲilə nɐˈvʲekʲɪ vʲɪˈlʲikəjə ˈrusʲ] [ˈda ˈzdrastvʊjɪt ˈsozdənːɨj ˈvolʲɪj nɐˈrodəf] [jɪˈdʲinɨj mɐˈgutɕɪj sɐˈvʲetskʲɪj sɐˈjʉs] [ˈslafʲsʲə ɐˈtʲetɕɪstvə ˈnaʂɨ svɐˈbodnəjə] [ˈdruʐbɨ nɐˈrodəf nɐˈdʲɵʐnɨj ɐpˈlot] [ˈznamʲə sɐˈvʲetskəjə ˈznamʲə nɐˈrodnəjə] [ˈpusʲtʲ ɐt pɐˈbʲedɨ k‿pɐˈbʲedʲɪ vʲɪˈdʲɵt] [ˈskvozʲ‿ˈgrozɨ sʲɪˈjælə ˈnam ˈsontsɨ svɐˈbodɨ] [ˈi ˈlʲenʲɪn vʲɪˈlʲikʲɪj ˈnam ˈputʲ ɐzɐˈrʲil] [ˈnas ˈvɨrəsʲtʲɪl ˈstalʲɪn nə ˈvʲernəsʲtʲ nɐˈrodʊ] [nə ˈtrut ˈi nə ˈpodvʲɪɡʲɪ ˈnas vdəxnɐˈvʲil] [ˈslafʲsʲə ɐˈtʲetɕɪstvə ˈnaʂɨ svɐˈbodnəjə] [ˈɕːæsʲtʲjə nɐˈrodəf nɐˈdʲɵʐnɨj ɐpˈlot] [ˈznamʲə sɐˈvʲetskəjə ˈznamʲə nɐˈrodnəjə] [ˈpusʲtʲ ɐt pɐˈbʲedɨ k‿pɐˈbʲedʲɪ vʲɪˈdʲɵt] [ˈmɨ ˈarmʲɪjʉ ˈnaʂʊ rɐsʲˈtʲilʲɪ f‿srɐˈʐɛnʲjəx] [zɐxˈvatɕːɪkəf ˈpodlɨx z‿dɐˈroɡʲɪ smʲɪˈtʲɵm] [ˈmɨ v‿ˈbʲitvəx rʲɪˈʂajɪm sʊdʲˈbu pəkɐˈlʲenʲɪj] [ˈmɨ k‿ˈslavʲɪ ɐˈtɕːiznʊ svɐˈju pəvʲɪˈdʲɵm] [ˈslafʲsʲə ɐˈtʲetɕɪstvə ˈnaʂɨ svɐˈbodnəjə] [ˈslavɨ nɐˈrodəf nɐˈdʲɵʐnɨj ɐpˈlot] [ˈznamʲə sɐˈvʲetskəjə ˈznamʲə nɐˈrodnəjə] [ˈpusʲtʲ ɐt pɐˈbʲedɨ k‿pɐˈbʲedʲɪ vʲɪˈdʲɵt] | Republice libere'n strânsă Uniune Măreață Rusie pe veci a'nchegat Trăiască zidită din vreride popoare Uniunea Sovietică marele Stat! 'Nalțăte'n glorie patrie liberă Stâlpal frăției popoarelor ești Steag al Sovietelor steag al popoarelor Spre biruinți să ne călăuzești Spre noi a lucit prin furtuni libertatea Și marele Lenindrum nou nea'nsorit Imbold nea fost Stalin în muncă și'n luptă Poporului fil credincioși nea călit. 'Nalțăte'n glorie patrie liberă Stâlp fericită popoarelor ești Steag al Sovietelor steag al popoarelor Spre biruinți să ne călăuzești In lupte crescut'am a noastră armată Pe mârșavii cotropitori vom sdrobi Luptând hotărâm generațiilor soarta Și gloria patriei vom făuri. 'Nalțăte'n glorie patrie liberă Stâlpal slăvirii popoarelor ești Steag al Sovietelor steag al popoarelor Spre biruinți să ne călăuzești |